# 保罗·热纳韦
保罗·热纳韦（法語：Paul Genevay，1939年1月21日—），法国男子田径运动员，出生于拉科特圣安德烈。他曾代表法国参加1960年和1964年夏季奥林匹克运动会田径比赛，其中1964年奥运会获得一枚铜牌。